# ポーチュギーズ・ポインター

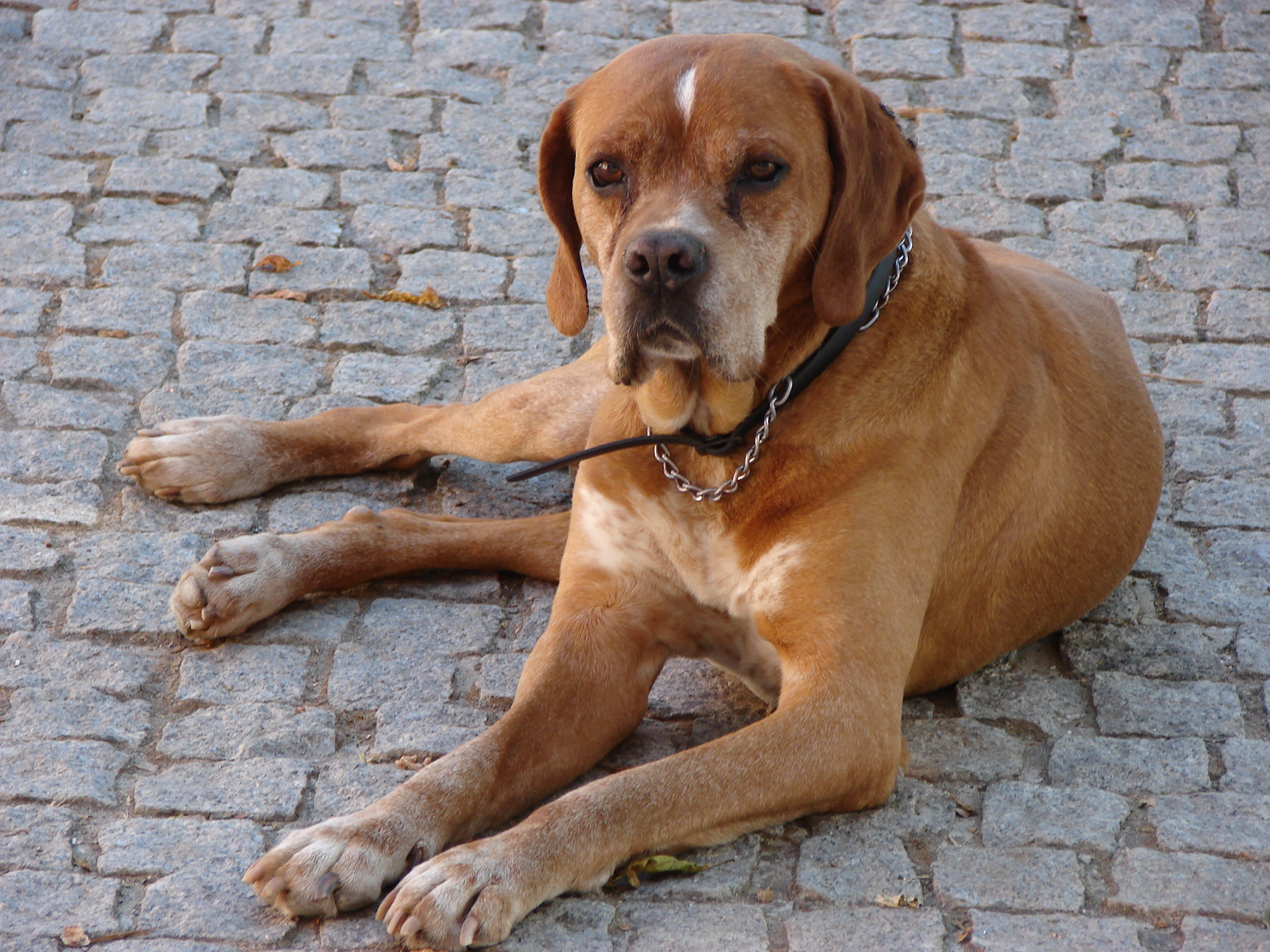
ポーチュギース・ポインター

ポーチュギース・ポインター（英:Portuguese Pointer）とは、ポルトガル原産のポインター犬種である。別名はポルトガル・ポインター（英：Portugal Pointer）、ペルティゲイル・ポルトゥゲス（英：Perdiguelro Portugueso）。

## 歴史
5世紀には既に犬種として存在していたといわれている、とても古い犬種である。ポデンコ・デ・マストラ（英：Podenco de Nastra）という古代犬種の直系の子孫で、本種はイギリスに渡ってイングリッシュ・ポインターの先祖のひとつにもなった。又、ブル・アンド・テリアを家庭犬として改良しブルテリアを作出するにあたって、おだやかな性格を加えるなどの目的で交配に使われていたこともあった。
本種は伝統的な鷹を使った猟に使用されていた。犬の主人は腕に鷹を止まらせ布で覆い、本種に獲物を探させる。獲物を発見すると本種はポイントを行って主人に知らせ、鷹の覆いをはずす。そして鷹は獲物の許へ飛び立ち、一瞬で仕留める、というのがその主な内容である。この猟によってイワシャコなどの鳥類を狩ることが出来た。
19世紀になると鷹を使った猟が廃れ、更にポルトガルの政情不安が重なり頭数が大きく減少してしまった。しばらくブリーディングは放棄された状況にあったが、1920年代以降に保護活動が開始されて頭数を回復し、何とか絶滅を回避した。現存する世界最古のポインター犬種であることや世界一著名なポインター犬種であるイングリッシュ・ポインターの先祖であることなどから注目され、やや名が知られるようになった。
現在も世界的な飼育頭数は少ないが、実猟犬としてだけでなくペットやショードッグとしても飼育が行われている。日本ではほとんど見かけることが出来ない犬種ではあるが、過去には国内登録が行われていた。

## 特徴
容姿は原始的で、大まかに言うとポインターとセントハウンドの中間といったところである。マズルは太く短く、目は小さくはないが眼光が鋭い。耳は細い垂れ耳で、尾は長く太い飾り毛のない垂れ尾だが、半分の長さに断尾することもある。がっしりとした筋肉質の体つきで、首は長めで太く、脚も長い。コートはスムースコートで茶系の地で足先、喉、腹部、マズル、フレーズなどにホワイトのパッチが入ったもの。体高52〜56cm、体重16〜27kgの中型犬で、性格は主人家族に対しては忠実で友好的、愛情深い。主人家族に危険を及ぼすことがなさそうな人や犬とは仲良くする。しつけはやや難しいが、体調管理は楽である。かかりやすい病気は股関節形成不全などがある。